# Roy Crane
Royston Campbell Crane, dit Roy Crane (né le 22 novembre 1901 à Abilene (Texas) - mort le 7 juillet 1977 à Orlando (Floride)) était un auteur de bande dessinée américain, pionnier du comic strip d'aventure.

## Biographie
Après des études à l'Hardin-Simmons University puis à l'Université du Texas d'Austin, et quelques petits boulots, Roy Crane débute dans la bande dessinée en 1922 comme assistant de H.T. Webster dans le New York World. En 1924, il prend contact avec C.N. Landon, rédacteur à  la Newspaper Enterprise Association. Celui-ci le laisse créer, le 21 avril 1924 un comic strip humoristique, Washington Tubbs II, qui devient vite Wash Tubbs. Quelques mois plus tard, fatigué par la nécessité de trouver chaque jour un nouveau gag, Crane envoie son héros sur la piste d'un trésor, et le strip devient une longue histoire d'aventure.
Avec la Seconde Guerre mondiale, les aventures de Tubbs deviennent quelque peu frivoles, et le strip prend un nouveau ton. En 1943, une offre du King Features Syndicate d'Hearst lui permet d'inaugurer un comic strip plus réaliste, Buz Sawyer. Il abandonne alors Wash Tubbs à son assistant et ami d'enfance Leslie Turner.
En 1950, il reçoit le Reuben Award d'auteur de l'année, et en 1965 celui du comic strip à suivre de l'année, à chaque fois pour Buz Sawyer. En 1969, il reçoit le titre de distinguished alumnus de l'Université du Texas. À la fin de sa vie, il délègue progressivement son travail à ses assistants, et meurt en 1977 en Floride.

## Analyse
Roy Crane a été influencé par l'artiste Ethel Hays, qui a eu comme professeur C.N. Landon.

## Œuvres publiées en français
"Wash Tubbs" La Comtesse Russe  Slatkine B.D. 1982 reprend les strips quotidiens du 4 juillet 1929 au 26 mars 1930
- Buz Sawyer, Futuropolis, coll. « Copyright » :

1. Vol. 1 : 1943-1944, 1983.

## Prix et récompenses
- 1951 : Prix Billy DeBeck (Reuben) pour Buz Sawyer
- 1965 : Prix du comic strip à suivre de la National Cartoonists Society pour Buz Sawyer
- 1974 :  Prix Yellow-Kid du jury au festival de Lucques, pour l'ensemble de son œuvre
- 2001 : Temple de la renommée Will Eisner (à titre posthume)